# Donald MacDonald d'Islay
Pour les articles homonymes, voir Donald.
Donald MacDonald ou Donald d'Islay  (gaélique : Dómhnall MacDhòmhnaill ) (mort en 1423) 2e Seigneur des Îles de 1387 à 1423.

## Origine
Donald Mac Donald est le fils de Jean Ier MacDonald 1er seigneur des îles et de sa seconde épouse Margaret Stuart fille du roi Robert II d'Écosse.

## John Mór
Dès son accession au titre de Seigneur des Îles Donald MacDonald doit faire face à la rébellion de son frère cadet John Mór gaélique : Eòin Mòr Tànaiste ou Iain MacDhòmhnaill) qui refuse le petit héritage que lui a destiné leur père malgré son titre d'héritier présomptif ou tànaiste. Dès 1387 John se rebelle contre son aîné et en 1390 il reçoit l'appui du clan Maclean. Cependant, John et les MacLean sont obligés de se soumettre à Donald, et en 1395 John Mór est forcé de s'enfuir en Irlande où il entre au service du roi Richard II d'Angleterre et où il épouse Margaret Bisset l'héritière des Bisset seigneurs des Glens. Plus tard il se réconcilie avec son frère et ses descendants seront à l'origine de la seigneurie MacDonald d'Antrim.

## Godfrey d'Uist
Donald MacDonald doit ensuite faire face aux réclamations de son demi-frère Godfrey d'Uist, seul fils survivant de Jean Ier MacDonald et de sa première épouse Ami MacRuari.
Contrairement à son frère cadet Ranald de Glengarry qui avait renoncé au titre de Seigneur des Îles et qui s'était contenté du titre de « Haut Stewart des Isles » avec une partie de l'héritage transmis par sa mère avant de mourir en 1386, Godfrey qui n'avait reçu que North Uist ambitionne de rassembler sous son autorité l'ensemble de l'héritage du clan MacRuari. En 1389 Godfrey se saisit du Garmoran donné à l'origine à son frère Ranald mais également de Sleat dans le sud de Skye tenu par le clan MacLeod. Ces derniers en représailles envahissent North Uist. En voulant mettre fin à ce conflit Donald MacDonald se heurte au clan MacLeod qui refuse son intervention dans leur domaine. Ian Borb MacLeod d'Harris rassemble une flotte et s'apprête à l'affronter au large d'Islay mais il en est dissuadé par son oncle Hector MacLean qui est le propre neveu de Donald. Le conflit perdure jusqu'à la mort de Godfrey en 1401. Finalement les MacLeod d'Harris et de Dunvegan et ceux de Lewis deviendront des fidèles de Donald avec qui il participeront à la Bataille de Harlaw.

## La succession du comté de Ross
Donald est personnellement concerné par la dévolution de la succession du comte de Ross le faible Alexandre Leslie comte de Ross, qui meurt en 1402. Donald a en effet épousé Mariota Leslie, sœur d'Alexandre comte de Ross qui réclame la possession du comté au détriment de sa nièce la comtesse titulaire Euphémie II de Ross de santé très précaire qui n'ambitionne que de se retirer dans un couvent.
Donald MacDonald tente de s'emparer de l'héritage par la force et peu après 1405 mais avant 1411 il prend le contrôle du château de Dingwall la principale place forte du comté de Ross. L'année suivant la mort du roi nominal Robert III d'Écosse il envoie des émissaires en Angleterre prendre contact avec l'héritier du trône prisonnier le futur Jacques Ier d'Écosse. Le roi Henri IV d'Angleterre dépêche de son côté des ambassadeurs à Donald comme à un prince souverain afin de négocier une alliance contre le régent d'Écosse Robert Stuart duc d' Albany.
Contrôlant la principale place forte du comté de Ross et bénéficiant de l'accord tacite de l'héritier au trône d'Écosse Donald MacDonald s'estime alors assez puissant pour affronter en 1411 le Duc d'Albany et son allié Alexandre Stuart, 1er comte de Mar un fils illégitime du défunt « Loup de Badenoch ».

## La Bataille d'Harlaw et ses suites
Donald Mac Donald et ses alliés des clans des Highlands livrent combat à Alexandre Stuart appuyé par les milices locales d'Aberdeen. Faute d'avoir réussi à infliger à son ennemi une victoire décisive Donald doit se retirer dans ses domaines des îles et laisser le champ libre au duc Albany pour lui prendre Dingwall et s'emparer de l'est du comté de Ross.
En 1415, l'héritière d' d'Alexandre Leslie, Euphemia II Leslie, renonce définitivement au comté de Ross en faveur du Duc d'Albany . Donald se prépare à la guerre et se proclame lui-même « Seigneur de Ross » alors qu'Albany attribue le comté à son propre fils John Stuart. L'épouse de Donald continue à se considérer comme la légitime comtesse.

## Fin de règne
Domhnall meurt en 1423 à Islay et il a comme successeur son fils légitime Alexandre II MacDonald.

## Union et postérité
Donald MacDonald 2e Seigneur des Îles épouse Marie ou Mariota Leslie mort en 1436 héritière légitime du comte de Ross dont:
- Alexandre II MacDonald 3e Seigneur des Îles
- Angus (gaélique : Aonghas (Ier)), Évêque des Îles de 1426 à 1440
- Mariota épouse d'Alexandre Sutherland mort en 1455.

## Sources
- Fitzroy Maclean Higlanders . Histoire des clans d'Écosse Éditions Gallimard ¨, (Paris 1995)  (ISBN 2724260910)
- (en) Mike Ashley The Mammoth Book of British Kings & Queens Robinson (Londes 1998)  (ISBN 1841190969) « Donald (II) » p. 538-539 et table généalogique n° 39 p.  537.
- (en) John L. Roberts « Lordship of the Isles », dans Lost Kingdoms, Celtic Scotland and the Middle Ages Edinburgh University Press (Edinburgh 1997)  (ISBN 0748609105) p. 175-197.
- (en) Richard Oram, « The Lordship of the Isles, 1336-1545 », dans Donald Omand édition The Argyll Book, (Edinburg, 2005), p.  123-39